# AJ 스타일스
AJ 스타일스(AJ Styles, 본명: 앨런 닐 존스, 영어: Allen Neal Jones, 1977년 6월 2일~)는 미국의 프로레슬링 선수이다. 키는 175cm, 몸무게는 99kg이다. 피니쉬는 스타일스 크러쉬, 스프링보드를 이용한 페노메날 포암과 서브미션인 카프 크러셔를 주로 사용한다.

## 선수 경력
1999년 프로레슬링 입문을 하기 위해 2002년 TNA에 데뷔했다. 2014년 5월 NJPW에서 데뷔경기를 치름과 동시에 IWGP 헤비급 챔피언이되었고 BULLET CLUB의 2대 리더로 활약하다가 2016년 1월 5일 팀에서 축출당한 후 단체와 결별하고 2016년 1월 24일 WWE와 계약을 한 후에 WWE 로얄럼블 2016에서 등장을 한다. 또한 크리스 제리코와 대립하여 첫 신고식을 치르며 악수를 하여 절친을 맺어 Y2J와 AJ를 합친 Y2AJ라는 태그팀을 결성하였지만 크리스 제리코의 배신으로 인해 하루(미국 날짜로)만에 해체되었다. WWE 레슬매니아32에서 크리스 제리코랑 대결을 하였지만 패배하고만다. 하지만 다음날 WWE RAW에서 WWE 월드 헤비웨이트 챔피언십 도전자 결정전에서 승리한 스타일스는 레인즈 하고 4월 ~ 5월까지 대립하게 된다. WWE 월드 헤비웨이트 챔피언십을 치를 예정이었지만 때문에 당분간만 악역 전환을 하게 된다. WWE 먼슬리 스페셜 WWE 페이백2016이나 WWE 익스트림 룰스2016에서 로만 레인즈에게 패배를 당했다. 2016년 5월 30일 RAW에서 존시나 복귀에서 축하하는 척했다가 신일본 단체했던 루크 갤로우스, 칼 앤더슨이랑 더 클럽 멤버 재결합을 하면서 끝내 모이게 된다. 이렇게 2016년 5월 ~ 6월까지는 존 시나랑 대립을 하면서 머니 인 더 뱅크2016에서 심판이 없는 사이 겔로우스, 앤더슨이 난입을 하면서 순간 매직 킬러로 사용을 하다가 끝내 반칙으로 이기게 되었다. 배틀 그라운드2016에서도 갤로우스, 앤더슨이랑 태그팀 맺고 시나, 아모레, 캐스를 대결을 했지만 끝내 지게 되었다. 그리고 다시한번 2016년 7월 ~ 8월까지는 시나랑 대립을 하다가 끝내 스타일스가 이겼다. 다만 2016년 8월 ~ 9월까지는 WWE 월드 챔피언십을 걸고 딘 앰브로스랑 대립을 했으며 결국 WWE 백래시2016에서 승리하여 WWE 월드 챔피언십을 얻게 되었다. 2016년 9월 ~ 10월까지는 존시나, 딘 앰브로스랑 대립 중이였다가 wwe 챔피언 방어를 하게 된다. 그러다가 WWE 서바이버 시리즈2016에서 팀 스맥다운에서 참가를 했지만 승리를 하지 못한다. 그러다가 2016년 11월 ~ 12월까지 딘 앰브로스 하고 대립하다가 2017년 1월에서는 존시나랑 대립을 하다가 1월 29일 진행되었던 WWE 로얄럼블 2017에서 존 시나에게 경기를 내주면서 WWE 챔피언 벨트마저 빼앗기게 된다. 일리미네이션 체임버2017에서도 참가를 했지만 실패를 하고 만다. 2017년 3월 ~ 4월까지는 스맥다운의 커미서녀인 셰인 맥맨과 대립을 하고 있다가. WWE 레슬매니아33에서는 쉐인 맥맨과의 경기에서 이기게 된다. 그리고 2017년 4월 11일 WWE 스맥다운에서 WWW US 챔피언 넘버원 컨텐더 매치중에서 끝내 US 챔피언십 도전자가 되고 만다. 그러나 갑작스럽게 선역으로 바뀌었다. 2017년 6월 ~ 8월까지는케빈이랑 대립을 하고 있다가 종결한다. 다만 2017년 5월 22일 WWE 백래쉬2017에서 끝내 타이틀을 도전을 하려고 했지만 끝내 지게 되었다. WWE 머니 인 더 뱅크2017 에서는 참가를 하려고 했지만 끝내 실패를 한다. 2017년 7월 7일 WWE 라이브 이벤트 WWE US 챔피언십에서 승리를 거두고 생애 첫 US챔피언이 되었다가 WWE 배틀 그라운드 2017에서 끝내 어이가 없게 롤업으로 지게 되면서 타이틀을 잃었고 2017년 7월 25일 진행되었던 다음날 WWE 스맥다운에서 통산2회 US챔피언에 등극했다. 그러나 2017년 8월 20일 진행되었던 WWE 섬머슬램2017에서 유나이티드 스테이츠 챔피언십 매치에서 끝내 방어를 했다. 그러다가 2017년 8월 22일 WWE 스맥다운에서 케빈이랑 대결하는데 이때 쉐인이 특별심판을 바꾸면서 쉐인의 도움으로 이기게 된다. 2017년 8월 29일 WWE 스맥다운에서 배런 코빈이 난입을 하면서 재빠르게 포어암 스매쉬로 제압을 한다. 이렇게 2017년 8월 ~ 10월까지는 배런 코빈이랑 대립을 하다가 2017년 10월 8일 WWE 헬 인 어 셀 2017에서 타이틀을 잃었으며 2017년 10월 10일 WWE 스맥다운에서도 타이틀전에서 패하게 된다. 그러나 2017년 10월 17일 WWE 스맥다운에서 진더 마할세그먼트를 난입을 하면서 다 공격을 하면서 WWE TLC 2017에서 핀이랑 대결을 하다가 끝내 지고 만다. 그러나 2017년 10월 ~ 11월까지는 진더 마할과 대립을 하고 있다가 2017년 11월 7일 진행되었던 WWE 스맥다운에서 진더 마할에게 승리하고 통산 2회 WWE 챔피언에 등극했다. 2017년 11월 19일 WWE 서바이벌 시리즈 2017에서 브록 레스너를 상대했으나 패배를 했다. 2017년 11월 ~ 12월까지도 진더 마할과 다시한번 대립을 하고 있다가 WWE 클래쉬 오브 챔피언스 2017에서 끝내 타이틀 방어를 했다. WWE 로얄 럼블 2018에서 2vs1 핸디캡 매치중에서 상대 새미 제인 & 케빈 오웬스를 상대를 했으나 승리를 얻는다. 다만 WWE 패스트 레인 2018에서 식스팩 매치에서 갑작스럽게 타이틀을 방어를 한다. 2018년 3월 ~ 6월까지는 나카무라 신스케라는 대립을 했으나 WWE 레슬마니아 34에서 끝내 타이틀을 방어를 한다!! 그러다가 경기 끝난 이후... 나카무라한테 로우 블로우 맞고 그러다가 링을 밖으로 나간 뒤 그리고 킨샤사라는 맞게 되었다. 그리고는 2017년 4월 10일 WWE 스맥다운에서 다니엘 브라이언이라는 대결하는데 하필 신스케가 난입을 하면서 로우 블로우 + 킨샤사를 맞았다. 그리고 WWE 그레이티스트 로얄 럼블 2018에서는 더블 카운트 아웃으로 그 후... 신스케한테 포어암을 날려버린다. 그리고 WWE 백래쉬 2018에서는 더블 카운터로 무승부로 처리했다. WWE 머니 인 더 뱅크 2018에서 라스트 맨 스탠딩 매치중에서 타이틀을 방어를 하고 만다. 그러나 2018년 6월 19일 WWE 스맥다운에서 루세프가 넘버원 컨텐더 매치를 했으나... 2018년 6월 ~ 7월까지는 루세프와 대립을 하고 있다가 WWE 익스트림 룰즈 2018에서 방어를 한다. 그리고 2018년 7월 24일 WWE 스맥다운에서 사모아 조가 코키나 클러치를 당하며 2018년 7월 ~ 10월까지는 사모아 조와 대립을 했다. 그럼에도 불구하고 2018년 8월 19일 진행예정인 WWE 섬머슬램 2018에서 DQ를 하고 2018년 8월 21일 WWE 스맥다운에서 코키나 클러치를 당하고 만다. 그리고 WWE 헬 인 어 셀 2018에서 롤업으로 이기고 게다가 WWE 슈퍼쇼-다운 2018에서 이기고 만다. 그리고 드디어 2018년 10월중에서는 다니엘 브라이언을 대립 중인게 아니라 2018년 10월 30일 WWE 스맥다운에서 다니엘과 대결했는데 방어를 하다가 사모아 조한테 코키나 클러치를 당하고 말았고 이때 WWE 크라운 주얼 2018에서 대결 예정이지만 그러나 결국은 타이틀은 그대로 방어를 한다. 2018년 11월 13일 WWE 스맥다운에서 결국은 WWE 챔피언을 잃게 되면서 갑자기 다니엘 브라이언이 악역이 되고 만다.(참고로 5년 10개월 ~ 6년만에 일이라고 한다.)그리고 2018년 11월 ~ 2019년 1월까지는 다니엘이랑 다시한번 대립을 했지만 마지막에 WWE 로얄 럼블 2019에서 끝내 에릭 로완때문에 진 것이었다. WWE 일리미네이션 체임버 2019에서 일리미네이션 체임버 매치중에서 참가를 했지만 실패를 한다. 그리고 WWE Raw에서 이적을 했으며 2019년 4월 ~ 5월까지는 세스 롤린스랑 대립을 했으나 2019년 6월에서는 리코셰랑 대립을 한다는 이유로 악역으로 변신을 하고 2019년 7월 1일 WWE Raw에서 리코셰를 때리며 클럽으로 재결합을 하게 된다. 그리고 WWE 익스트림 룰즈 2019에서 WWE 유나이티트 챔피언을 얻게 되었다. 2019년 11월 25일 RAW에서 레이미스테오에게 타이틀을 빼앗겼다.(이 날 RAW에서 페이탈 4웨이 매치가 있었는데 레이가 이 경기에서 최종 승리를 하여 도전권이 주어짐)

## 수상
- AAW 헤비웨이트 챔피언 1회
- 내츄럴 헤비웨이트 챔피언 1회
- CWF/CWE 헤비웨이트 챔피언 1회
- FWE 헤비웨이트 챔피언 1회
- IPW 헤비웨이트 챔피언 4회
- IWC 슈퍼 인디스 챔피언 4회
- IWR 킹 오브 인디스 챔피언 1회
- 맥스 프로 크루저웨이트 챔피언 1회
- MPW 유니버셜 헤비웨이트 챔피언 1회
- PPW 태그팀 챔피언 1회 - 토미 스웨이드
- PWG 월드 챔피언 1회
- RPW 브리티쉬 헤비웨이트 챔피언 1회
- WWA 인터내셔널 크루저웨이트 챔피언 1회
- ROH 월드 퓨어 챔피언 1회
- ROH 월드 태그팀 챔피언 1회 - 어메이징 레드
- NWA 와일드사이드 TV챔피언 3회
- NWA 와일드사이드 헤비웨이트 챔피언 1회
- IWA-MS 헤비웨이트 챔피언 1회
- 신한국 프로레슬링 주니어 헤비웨이트 챔피언 1회
- NWA 월드 헤비웨이트 챔피언 3회
- NWA 월드 태그팀 챔피언 4회 - 제리 린 (1회) , 어비스 (1회) , 크리스토퍼 다니엘스 (2회)
- TNA 월드 헤비웨이트 챔피언 2회
- TNA 월드 태그팀 챔피언 2회 - 톰코 (1회) , 커트 앵글 (1회)
- TNA X-디비전 챔피언 6회
- TNA 킹 오브 더 마운틴 챔피언 2회
- 2003년 ~ 2005년 3년 연속 미스터 TNA 수상
- TNA 최초의 3관왕 달성 (5회)
- TNA 최초의 그랜드 슬램 달성 (2회)
- IWGP 월드 헤비웨이트 챔피언 2회 (제60대,제62대)
- WWE 챔피언 2회
- WWE 인터콘티넨탈 챔피언 1회
- WWE RAW 태그팀 챔피언 1회 - 오모스
- WWE 유나이티드 스테이츠 챔피언 3회
- 32대 WWE 트리플 크라운 달성
- 22대 WWE 그랜드 슬램 달성